# Sphaerium bequaerti
Sphaerium bequaerti е вид мида от семейство Sphaeriidae. Видът не е застрашен от изчезване.

## Разпространение и местообитание
Разпространен е в Бенин, Буркина Фасо, Бурунди, Демократична република Конго, Замбия, Малави, Нигерия, Танзания, Того и Централноафриканска република.
Обитава крайбрежията на сладководни басейни и реки.